# ジョン・グラハム (外交官)
ジョン・グラハム（John Graham, 1774年 - 1820年7月31日）は、アメリカ合衆国の外交官。

## 生涯
1774年、グラハムはバージニア植民地のダンフリースにおいて、リチャード・グラハム (Richard Graham, 1730-1796) とジェイン・ブレント (Jane Brent, 1738-1817) の次男として誕生した。
グラハムはケンタッキー州に移住し、ルイス郡から州議会議員に選出された。グラハムはその後、国務省外交部に入省した。グラハムは1801年にスペインのマドリードで合衆国公使館の書記官となった。グラハムは間もなく代理公使となり、1803年までスペインに駐在した。1804年、合衆国に帰国したグラハムはルイジアナ準州知事ウィリアム・チャールズ・コール・クレイボーンから秘書官に指名された。グラハムはルイジアナ準州に移り住み、1807年まで秘書官を務めた。
1807年7月、グラハムは国務省首席事務官に選任された。グラハムは1817年7月まで国務省首席事務官を務めた。1817年3月には首席事務官として国務長官代行も務めた。1819年1月、グラハムは駐ポルトガル全権公使に任命された。当時、ポルトガル宮廷はナポレオン軍を逃れてブラジルのリオ・デ・ジャネイロに移転しており、グラハムはリオ・デ・ジャネイロに赴任した。グラハムは1819年6月に信任状を奉呈した。グラハムは1920年6月まで全権公使を務めた。
グラハムは1820年7月31日に死去した。